# Campiña de Damasco
La gobernación de la Campiña de Damasco (en árabe: محافظة ريف دمشق‎ Muḥāfaẓat Rīf Dimashq), traducido también como gobernación del Damasco Rural, es una de las catorce gobernaciones en las que se divide Siria, ocupando el área centro-sur del país, y completamente rodeando a la gobernación y ciudad capital de Damasco. Su capital es la ciudad de Duma.

## Geografía
Limita al norte con la gobernación de Homs, y al sur con las de Quneitra, Daraa y Sueida (que juntas forman la región histórica del Haurán) y con Jordania en el sureste. Al oeste limita con El Líbano, del cual queda separado geográficamente por la cordillera del Antilíbano, la más alta del país. En esta sierra encontramos el monte Hermón, la cima más alta de Siria y montaña sagrada para las religiones abrahámicas. En estas zonas montañosas se disfruta de temperaturas más suaves y mayor vegetación mediterránea, por lo que tradicionalmente ha sido un lugar de veraneo y ocio para las gentes capitalinas. La economía de pueblos como Zabadani o Bludán, que están a poco menos de una hora en coche de Damasco, se basa en el turismo principalmente. 
Del valle de Zabadani brotan las aguas del río Barada. Este río es la principal fuente de agua para la capital y toda la campiña, discurre por la ladera este de la cordillera del Antilíbano, en dirección sureste hasta llegar a la llanura del Guta, en la cual muere. Es por lo tanto un río endorreico, que permite extensas campiñas, vergeles, canales de agua y albercas en un área semidesértica. Otros ríos menores también alimentan la zona, como el río Al-A‘waj. Sobre esta huerta se asienta Damasco, la ciudad continuamente habitada más antigua del mundo. Ya hacia el área oriental de la Gobernación se encuentra el desierto de Siria, un árido entorno que impide la población humana. Una zona curiosa de este desierto es el pedregal de as-Safa, un campo de lava basáltica de origen volcánico.

## Población
Tiene una superficie de 18,032 km² y una población de 2.836.000 (estimaciones de 2011). La densidad poblacional de esta provincia siria es de 157.28 habitantes por km² de la gobernación.

## Distritos
La gobernación está dividida en 10 distritos (Mintaqas):

### Subdistritos
Los 10 distritos se subdividen a su vez en 37 subdistritos (nawahi):
Distrito de Markaz Rif Dimashq
- Subdistrito de Al-Kiswah
- Subdistrito de Babbila
- Subdistrito de Jaramana
- Subdistrito de Al-Malihah
- Subdistrito de Kafr Batna
- Subdistrito de Arbin

Distrito de Duma
- Subdistrito de Duma
- Subdistrito de Harasta
- Subdistrito de Sabe' Biyar
- Subdistrito de Dumeir
- Subdistrito de Nashabiyeh
- Subdistrito de Ghazlaniyeh
- Subdistrito de Harran al-Awamid

Distrito de Al-Quteifa
- Subdistrito de Al Quteifa
- Subdistrito de Jairoud
- Subdistrito de Malula
- Subdistrito de Al-Ruhaibah

Distrito de Al-Tall
- Subdistrito de Al-Tall
- Subdistrito de Sednaya
- Subdistrito de Rankous

Distrito de Yabrud
- Subdistrito de Yabrud
- Subdistrito de Assal al-Ward

Distrito de An Nabek
- Subdistrito de An Nabek
- Subdistrito de Deir Atiyah
- Subdistrito de Qarah

Distrito de Zabadani
- Subdistrito de Zabadani
- Subdistrito de Madaya
- Subdistrito de Sirghaya

Distrito de Qatana
- Subdistrito de Qatana
- Subdistrito de Beit Jinn
- Subdistrito de Sasa

Distrito de Daraya
- Subdistrito de Daraya
- Subdistrito de Sahnaya
- Subdistrito de Al-Hajar al-Aswad

Distrito de Qudsaya
- Subdistrito de Qudsaya
- Subdistrito de Ayn al-Fijah
- Subdistrito de Al-Dimas

## Ubicación
| Noroeste: Líbano               |                            | Nordeste: Gobernación de Homs  |
| Oeste: Gobernación de Quneitra |                            |                                |
| Suroeste: Gobernación de Daraa | Sur: Gobernación de Sueida | Sureste: Gobernación de Mafraq |

- Datos: Q232399
- Multimedia: Rif-Dimashq Governorate / Q232399